# Seweryn Skórzewski
Seweryn Skórzewski (ur. 1807 w Krzycku Wielkim koło Leszna, zm. 11 września 1873 w Kamieńcu koło Kościana), ziemianin polski, działacz polityczny, deputowany do sejmu Wielkiego Księstwa Poznańskiego.

## Życiorys
Pochodził z rodziny ziemiańskiej; ojciec Andrzej był właścicielem Kamieńca, do matki Ludwiki z Krzyckich należało Krzycko Wielkie oraz Gołanice. Seweryn Skórzewski podjął u schyłku lat 20. XIX wieku studia w Berlinie, przerywając naukę na wiadomość o wybuchu powstania listopadowego. Był ochotnikiem w 1 pułku jazdy kaliskiej. W 1832 za udział w powstaniu spędził rok w twierdzy pruskiej w Kołobrzegu. W późniejszych latach osiadł w Krzycku Wielkim, około 1842 przeniósł się do Gołanic (zamieniając się na majątki ze szwagrem Stanisławem Jarzembowskim).
W 1845 brał udział w obradach sejmu Wielkiego Księstwa Poznańskiego, w skład którego wszedł jako zastępca dziedzicznego członka izby ks. Augusta Sułkowskiego. Zajmował się m.in. sprawami używania języka narodowego; z jego inicjatywy sejm uchwalił petycję dotyczącą zrównania języka polskiego i niemieckiego w gimnazjum w Lesznie. W dokumencie tym postulował, by przedmioty po połowie wykładano w obu językach, zaś w klasach wyższych uczniowie polscy mogli zapoznawać się z literaturą polską za pośrednictwem nauczyciela-Polaka (odpowiednio uczniowie niemieccy mieliby być uczeni literatury niemieckiej przez nauczyciela Niemca).
W 1848 konserwatyści rozważali kandydaturę Skórzewskiego do sejmu pruskiego. W późniejszych latach był on radcą generalnym Ziemstwa Kredytowego w Poznaniu. Należał też o Kasyna Gostyńskiego. Zmarł we wrześniu 1873, pochowany został w kościele w Gołanicach.
Z małżeństwa z Celestyną z Sokolnickich (zm. 1895) miał sześcioro dzieci; jedyny syn Ludwik odziedziczył majątek Gołanice, dwie z córek — Teresa i Jadwiga — zostały zakonnicami. 